# Еловая (приток Щугора)
Еловая — река в России, протекает в Чердынском районе Пермского края. Устье реки находится в 11 км по правому берегу реки Щугор. Длина реки составляет 10 км.
Исток реки в северной части Полюдова кряжа в 32 км к северо-западу от посёлка Ныроб. Река течёт на север по ненаселённому лесному массиву.

## Данные водного реестра
По данным государственного водного реестра России относится к Камскому бассейновому округу, водохозяйственный участок реки — Кама от водомерного поста у села Бондюг до города Березники, речной подбассейн реки — бассейны притоков Камы до впадения Белой. Речной бассейн реки — Кама.
Код объекта в государственном водном реестре — 10010100212111100006529.